# 花园宫东巷
花园宫东巷，是位于中国北京市西城区中部的一条胡同。现已无存。

## 简介
花园宫东巷位于花园宫胡同北段东侧，为一条东西走向的胡同，东起北京市第八中学的西墙，不通行，西到花园宫胡同，全长130米，平均宽3米。因为在都城隍庙北侧，所以清朝称“城隍庙夹道”。又因为在花园宫胡同东侧，1965年北京市整顿地名时改称“花园宫东巷”。2000年代拆除，原址兴建停车场。后来兴建为盈泰中心。